# 大日本帝国憲法第40条
大日本帝国憲法第40条（だいにほん/だいにっぽん ていこくけんぽう だい40じょう）は、大日本帝国憲法第3章にある、帝国議会についての規定である。

## 現代風の表記
- 両議院は、法律又はその他の事件について、各々その意見を政府に建議する事ができる。ただし、その採用を得なかったものは、同会期中に再び建議することはできない。